# 장안세 (고려)
장안세(張安世)는 고려 후기 문신이자 목민관이며 충신이다. 구미시 인의동에서 태어났다. 본관은 인동(仁同)이다. 장금용(張金用)의 후손이다. 호는 송은(松隱), 시호는 충정(忠貞)이다. 조부는 밀직사부사 장순(張純), 부친은 문과에 등제한 장균(張均)이다.

## 이력
장안세는 고려 후기 함주(咸州)에 있는 갈한천(乫罕川)이 해마다 범람하여 재해가 연속되자 함주부사에 임명되었다. 10여 년 동안 재임하면서 치수에 공을 세웠을 뿐만 아니라 70칸이 되는 만세교(萬歲橋)를 가설하는 등 수리 사업에 많은 업적을 쌓아 덕녕부윤(德寧府尹)에 제수되었다. 
조선왕조가 개국하자 관직에서 스스로 물러나 은둔하였다. 이성계와는 친교가 있어 태조가 친필로 여러 번 출사를 청하였으나 끝내 나가지 아니하고, 아들 장중양(張仲陽)과 함께 고향인 인동으로 낙향하여 고려에 대한 절의를 지켰다. 두문동칠십이현(杜門洞七十二賢)의 1인이다. 이후 ‘충정(忠貞)’이라는 시호가 내려졌다.

## 저술
- 송은실기(松隱實紀)

## 참고 자료
- 고려사(高麗史)